# Rowan Atkinson

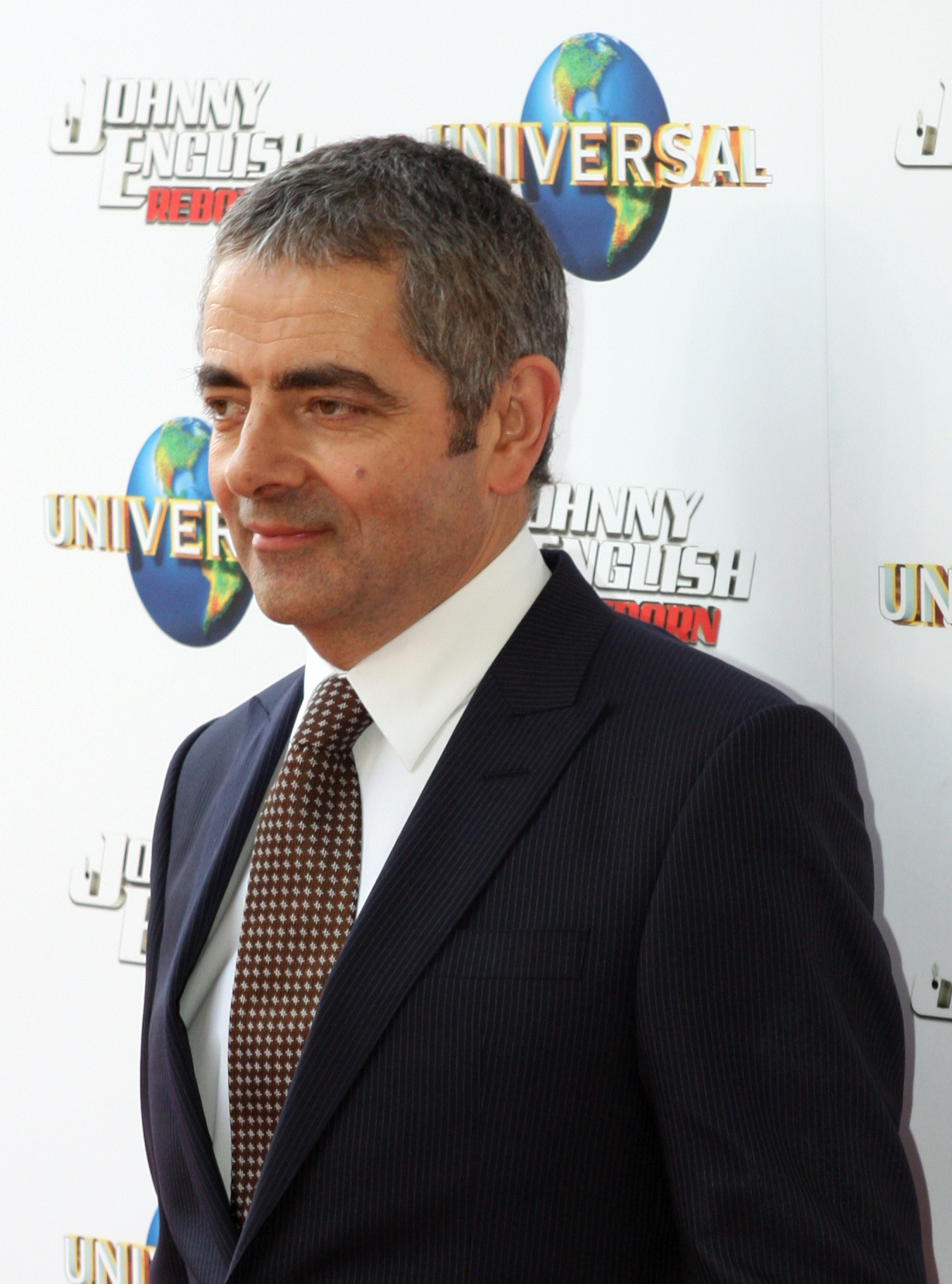
Rowan Atkinson (2011)

Rowan Sebastian Atkinson CBE (* 6. Januar 1955 in Consett, County Durham) ist ein britischer Komiker, Schauspieler und Drehbuchautor. International bekannt wurde er vor allem durch seine Paraderolle als tollpatschiger Mr. Bean.

## Leben und Karriere
Rowan Atkinson wurde im englischen Consett als jüngster von vier Söhnen in eine Landwirts- und Unternehmerfamilie geboren. Seine Eltern sind Eric Atkinson und Ella May (geborene Bainbridge, 1914–1998). Sein Vater war während des Zweiten Weltkrieges fünf Jahre Kriegsgefangener in Deutschland. Sein ältester Bruder ist der politische Ökonom und Publizist Rodney Atkinson. Atkinson wurde anglikanisch erzogen und besuchte die Durham Chorister School, die St Bees School sowie die Newcastle University. Die Durham Chorister School besuchte Atkinson teilweise gleichzeitig mit Tony Blair, allerdings wegen des Altersunterschieds von zwei Jahren nicht in derselben Jahrgangsstufe.
Atkinson absolvierte 1978 in Oxford den Master of Science in Elektrotechnik. 1979 begann seine Karriere bei der BBC als Ensemblemitglied der Comedy-Show Not the Nine O’Clock News, bei der auch Mel Smith, Pamela Stephenson und Griff Rhys Jones mitspielten.
Ab 1982 konnte man Atkinson in den vier Staffeln der Serie Blackadder (engl. Nachname nach der Bezeichnung einer melanistischen Kreuzotter) sehen, in der er die Titelrolle des Edmund Blackadder spielte. Die von Richard Curtis und Ben Elton geschriebene Serie spielt in vier verschiedenen Epochen, karikiert zahlreiche historische Persönlichkeiten der englischen Geschichte und nimmt die nationalen, kulturellen und politischen Eigenheiten und Eitelkeiten des englischen Volkes aufs Korn. Durch den kaum übersetzbaren Wortwitz und die satirischen Anspielungen auf die aktuelle britische Politik blieb der Erfolg aber weitgehend auf den englischsprachigen Raum beschränkt.
Ebenfalls 1982 spielte Atkinson im James-Bond-Film Sag niemals nie, der 1983 (USA) bzw. 1984 (BRD) in die Kinos kam, den Angestellten Nigel Small-Fawcett der britischen Botschaft Nassau in einer skurril gestalteten Nebenrolle.
1986 sang Atkinson im Duett mit Kate Bush den humoristischen Song Do Bears… bei der Wohltätigkeitsveranstaltung Comic Relief. Das Stück, das unter der Beteiligung von Filmmusik-Komponisten von Blackadder Howard Goodall entstand, kritisiert mit den Mitteln der Popmusik die Heroisierung bestimmter Vorstellungen von „Liebe“ in der Popmusik. Es erschien auf dem Album Comic Relief Presents Utterly Utterly Live auf dem Label WEA Records (Nr. 240 932-1).

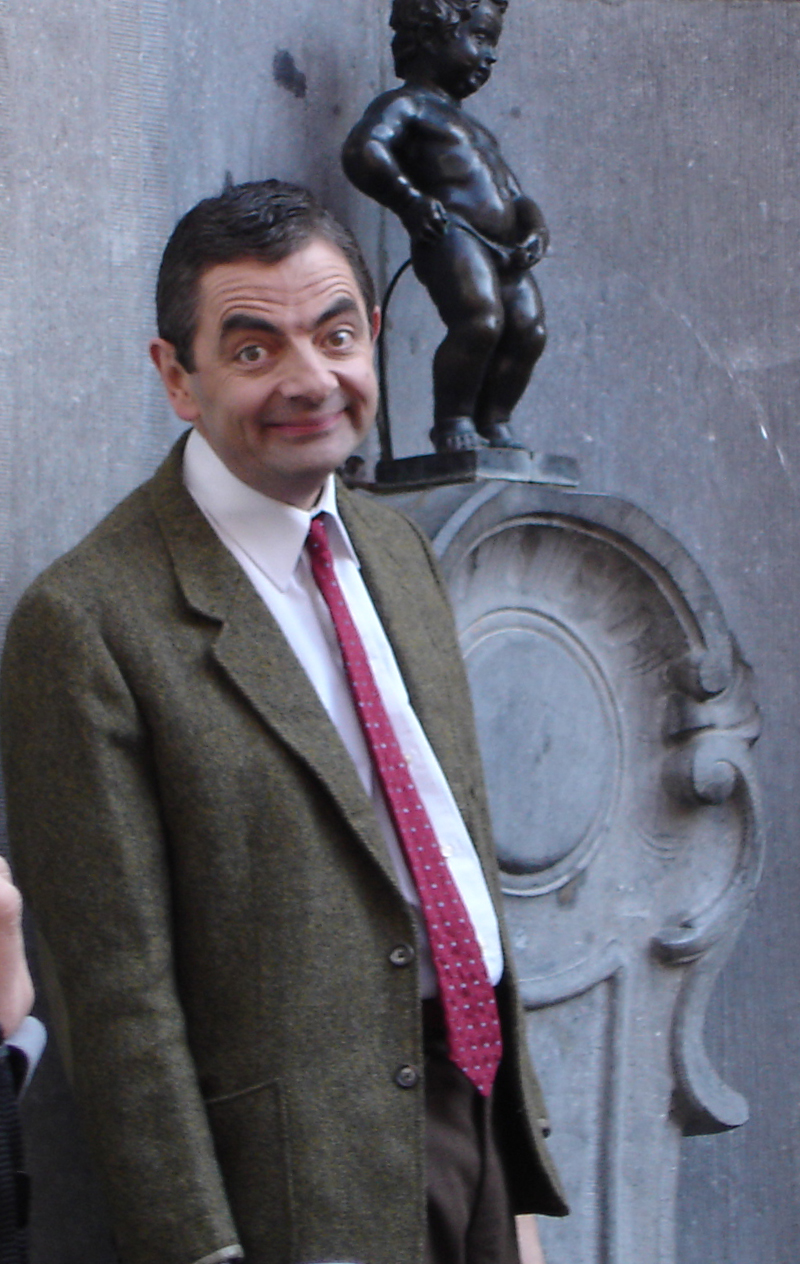
Atkinson als Mr. Bean neben Manneken Pis in Brüssel (2007)

International bekannt wurde Atkinson vor allem als Mr. Bean, ein kindischer, neugieriger und egoistischer Sonderling, der im Alltagsleben vom Pech verfolgt zu sein scheint. Der Humor ist sehr körperbetont und kommt fast vollständig ohne Text aus, so dass eine Übersetzung nicht nötig ist. In der Rolle des Mr. Bean sind Atkinsons Markenzeichen seine Gestik und vor allem seine Mimik, die ihm den Spitznamen rubber face (Gummigesicht) einbrachte. In dem fünfzigminütigen BBC-Film Visual Comedy von 1992 analysiert und erläutert er in der Doppelrolle als Professor und als Schauspieler Kevin die Eckpunkte des stummfilmhaften Humors bei Mr. Bean. Dabei zeigt er, wie stark diese Figur in der Tradition der Komiker Charlie Chaplin und Buster Keaton angelegt ist. Die gleichnamige Serie lief von 1990 bis 1995 im britischen Fernsehen.
Von 1995 bis 1996 gab Atkinson in der von Ben Elton geschriebenen Comedy-Serie The Thin Blue Line den Inspector Raymond Fowler, den leitenden pedantischen Beamten einer kleinen Polizeistation im fiktiven Städtchen Gasforth.
1997 spielte Atkinson unter der Regie von Mel Smith in Bean – Der ultimative Katastrophenfilm mit, der ein weltweiter Erfolg an den Kinokassen wurde. Außerdem leiht er seit 2002 seiner Figur in einer Zeichentrickserie die Stimme.
Anlässlich von The Royal Variety Performance 2000 trat Atkinson nochmal in zwei seiner Rollen aus Blackadder auf der Bühne auf.
2003 kam die James-Bond-Parodie Johnny English – Der Spion, der es versiebte in die Kinos, in der Atkinson einen chaotischen, aber eingebildeten Geheimagenten spielt. 2011 kam Atkinson in Johnny English – Jetzt erst recht zurück auf die Leinwand; 2018 folgte der dritte Teil Johnny English – Man lebt nur dreimal.
2004 folgten Medienberichte, nach denen er sich wegen einer schweren Depression in psychiatrische Behandlung begeben habe. Diese Berichte wurden von Atkinsons Management und Anwälten dementiert, es gab ein juristisches Verfahren. Er gewann es, sodass danach Entschuldigungen und Widerrufe in den Medien erschienen. 2005 verkörperte er in dem Film Mord im Pfarrhaus eine der Hauptrollen, nämlich den zerstreuten Pfarrer Walter Goodfellow.
Am 29. März 2007 kam der zweite Mr. Bean-Kinofilm mit dem Titel Mr. Bean macht Ferien in die deutschen Kinos. In einem Interview in der Frankfurter Rundschau kündigte er an, sich von seiner Rolle als Mr. Bean zu trennen.
Am 17. Januar 2009 feierte die Neuinszenierung des Musicals Oliver! im Londoner Royal Drury Lane Theatre ihre Premiere. Bis zum 18. Juli 2009 war Atkinson dort Montag bis Samstag in der Rolle des Fagin zu sehen. Dieser trug, durchaus beabsichtigt, unverkennbare Züge der Figuren Mr. Bean und Blackadder. Sein Nachfolger in dieser Rolle ist der britische Comedian Omid Djalili.
Der Autofan Atkinson besaß unter anderem einen McLaren F1, mit dem er am 4. August 2011 einen Unfall in Haddon in Cambridgeshire hatte, bei dem er sich die Schulter brach und einige Tage ins Krankenhaus musste.
Am 27. Juli 2012 trat Atkinson auf der Eröffnungsfeier der Olympischen Sommerspiele 2012 zusammen mit dem London Symphony Orchestra unter der Leitung von Sir Simon Denis Rattle im Londoner Olympiastadion als Orchestermusiker in der Rolle des Mr. Bean auf. Während Bean eine einzige immer wiederkehrende Note des Liedes Chariots of Fire auf einem Synthesizer spielte, drifteten seine Gedanken ab und als Traumsequenz wurde eine Parodie auf die Anfangssequenz des gleichnamigen Sportlerfilms (deutsch Die Stunde des Siegers) eingespielt.
2013 wurde Atkinson von Queen Elizabeth II. zum Commander of the Order of the British Empire (CBE) ernannt.
Im Rahmen seiner Unterstützung der Reform Section 5-Kampagne, einer Kampagne für eine Änderung des britischen Gesetzes Public Order Act 1986 (Gesetz über die öffentliche Ordnung 1986), welches „beleidigende Worte und Verhaltensweisen“ verbot, hielt er 2012 eine vielbeachtete Rede zur Verteidigung der freien Meinungsäußerung.
Von 2016 bis 2017 spielte Atkinson in vier Filmen der britischen Krimiserie den französischen Kommissar Maigret. 2018 stellte der Fernsehsender ITV die Serie nach zwei Staffeln ein.
Atkinson heiratete 1990 die Maskenbildnerin Sunetra Sastry. Das Paar hat zwei Kinder. Sohn Benjamin wurde 1993 und Tochter Lily 1995 geboren. Die Familie lebte in den Ortschaften Waterperry in Oxfordshire, Apethorpe in Northamptonshire und in London. Im Februar 2014 wurde bekannt, dass Atkinson sich von Sastry getrennt hatte. Die Ehe wurde am 10. November 2015 geschieden.
Seit 2014 ist Atkinson mit der 27 Jahre jüngeren Schauspielerin Louise Ford liiert. Tochter Isla wurde 2017 geboren.

## Filmografie (Auswahl)

### Filme
- 1979: Canned Laughter (Kurzfilm)
- 1980: Peter Cook & Co.
- 1983: Dead On Time (Kurzfilm)
- 1983: Sag niemals nie (Never Say Never Again)
- 1988: Blackadder: The Cavalier Years (Kurzfilm)
- 1988: Blackadders Weihnachtsgeschichte (Blackadder’s Christmas Carol)
- 1988: The Appointments of Dennis Jennings (Kurzfilm)
- 1989: Das lange Elend (The Tall Guy)
- 1990: Hexen hexen (The Witches)
- 1991: Bernie und der Weihnachtsgeist (Bernard and the Genie, Fernsehfilm)
- 1993: Hot Shots! Der zweite Versuch (Hot Shots! Part Deux)
- 1994: Der König der Löwen (Lion King, Stimme von Zazu)
- 1994: Vier Hochzeiten und ein Todesfall (Four Weddings and a Funeral)
- 1995: Full Throttle
- 1997: Bean – Der ultimative Katastrophenfilm (Bean)
- 1999: Doctor Who: The Curse of Fatal Death (Kurzfilm)
- 1999: Blackadder Back & Forth (Kurzfilm)
- 2000: Maybe Baby
- 2001: Rat Race – Der nackte Wahnsinn (Rat Race)
- 2002: Scooby Doo
- 2002: The Jubilee Girl
- 2003: Johnny English – Der Spion, der es versiebte (Johnny English)
- 2003: Tatsächlich… Liebe (Love Actually)
- 2006: Mord im Pfarrhaus (Keeping Mum)
- 2007: Mr. Bean macht Ferien (Mr. Bean’s Holiday)
- 2011: Johnny English – Jetzt erst recht! (Johnny English Reborn)
- 2017: Red Nose Day Actually (Kurzfilm)
- 2018: Johnny English – Man lebt nur dreimal (Johnny English Strikes Again)
- 2023: Wonka

### Fernsehserien
- 1979–1982: Not the Nine O’Clock News (27 Episoden)
- 1980: The Innes Book of Records (1 Episode)
- 1982–1983: Blackadder (The Black Adder, Staffel 1, 7 Episoden)
- 1986: Blackadder – Zweiter Teil (Blackadder II, Staffel 2, 6 Episoden)
- 1987: Blackadder – Dritter Teil (Blackadder the Third, Staffel 3, 6 Episoden)
- 1989: Blackadder – Vierter Teil (Blackadder Goes Forth, Staffel 4, 6 Episoden)
- 1990–1995: Mr. Bean (15 Episoden)
- 1990: A Bit of Fry & Laurie
- 1992: Funny Business (1 Episode)
- 1995–1996: Inspektor Fowler – Härter als die Polizei erlaubt (The Thin Blue Line, 14 Episoden)
- 2002–2003, 2015–2016, 2019: Mr. Bean (Stimme zur Zeichentrickserie)
- 2007: The Dame Edna Treatment
- 2008: Tak und die Macht des Juju (Tak and the Power of Juju, Stimme)
- 2009: Bondi Rescue
- 2016: Kommissar Maigret: Die Falle (Maigret Sets a Trap)
- 2016: Kommissar Maigret: Ein toter Mann (Maigret’s Dead Man)
- 2017: Kommissar Maigret: Die Nacht an der Kreuzung (Maigret’s Night at the Crossroads)
- 2017: Kommissar Maigret: Die Tänzerin und die Gräfin (Maigret in Montmartre)
- 2022: Man vs. Bee[25]

### Musikvideos
- 1992: Mr. Bean and Bruce Dickinson in (I Wanna Be) Elected[26]
- 1997: Boyzone in Picture of you (als Mr. Bean)
- 2018: Olly Murs feat. Snoop Dogg in Moves (als Barkeeper)[27]

## Diskografie

### Alben
- 1981: Live in Belfast
- 1987: Not Just a Pretty Face

## Deutsche Synchronstimme
In den meisten Spielfilmen wird Atkinson von Lutz Mackensy synchronisiert, aber auch Wilfried Herbst lieh ihm schon seine Stimme. In Sag niemals nie ist Andreas Mannkopff seine deutsche Stimme.

## Trivia
Der 1999 am Reedy-Creek-Observatorium in Australien entdeckte Asteroid (19535) Rowanatkinson wurde nach Atkinson benannt.